# Syspira analytica
Syspira analytica là một loài nhện trong họ Miturgidae.
Loài này thuộc chi Syspira. Syspira analytica được Ralph Vary Chamberlin miêu tả năm 1924.